# Wojciecha
Wojciecha, Wociecha – staropolskie imię żeńskie. Składa się z członów oznaczających „ta, która cieszy jako żołnierz” czyli „wojownik pociecha”, „ta, której walka sprawia radość”. Żeński odpowiednik imienia Wojciech.
Wojciecha imieniny obchodzi 23 kwietnia i 29 lipca.